# Phaius hekouensis
Phaius hekouensis är en orkidéart som beskrevs av Tsukaya, M.Nakaj. och S.K.Wu. Phaius hekouensis ingår i släktet Phaius och familjen orkidéer. Inga underarter finns listade i Catalogue of Life.